# Krawiectwo

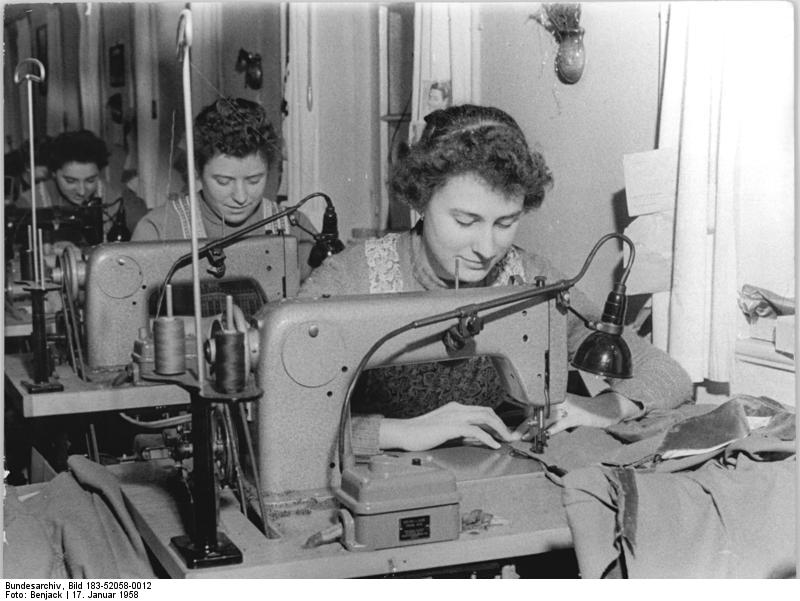
Krawiectwo

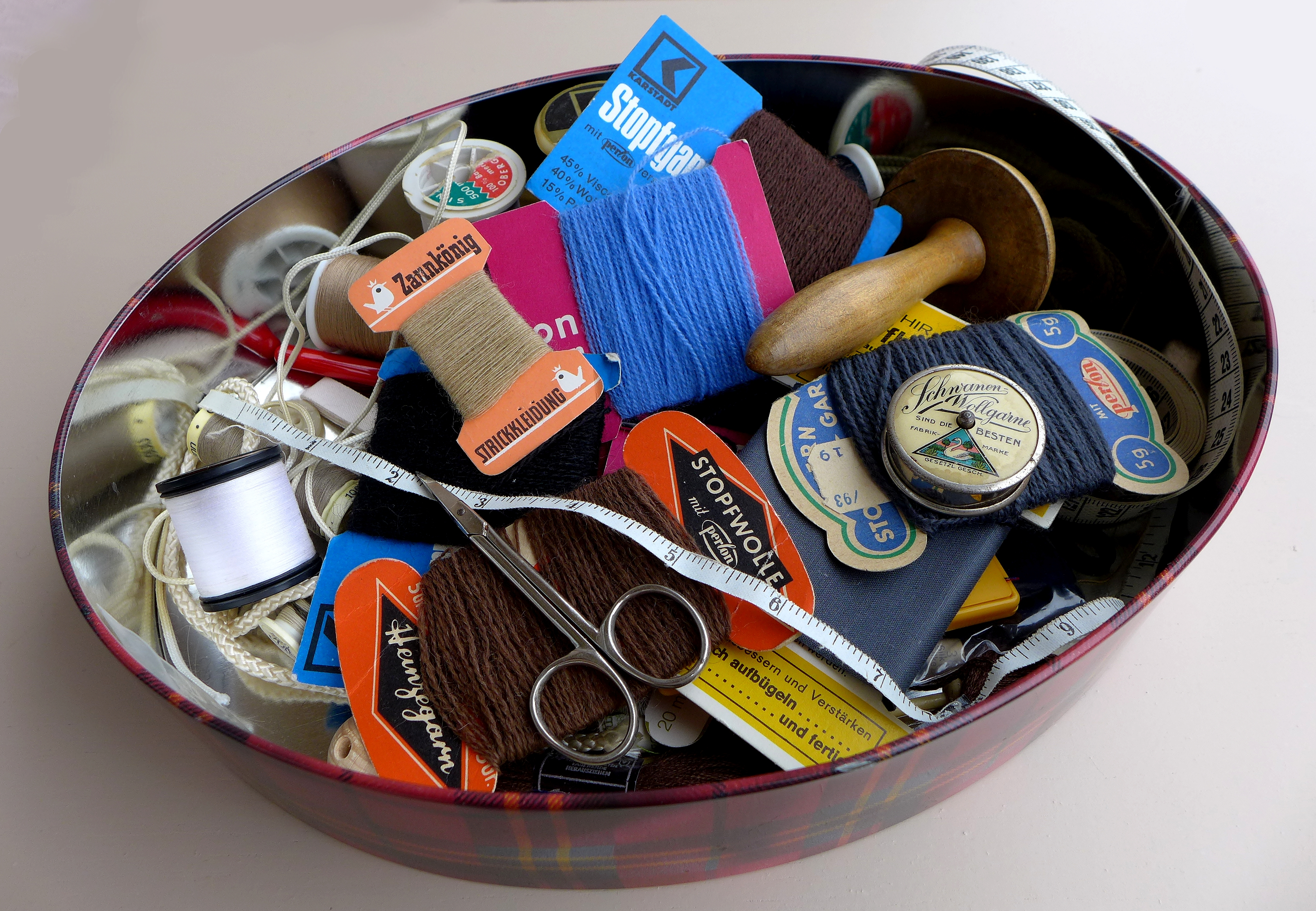
Narzędzia krawieckie

Krawiectwo – dziedzina rzemiosła i przemysłu zajmująca się szyciem odzieży i bielizny z tkanin i dzianin.

## Historia
W Polsce pierwsza wzmianka o istnienia cechu krawców pochodzi z Warszawy z 1282 roku, gdzie istniał podział na krawców płóciennych, czyli szyjących dla mężczyzn, i jedwabnych szyjących dla kobiet. Krawiectwo wyodrębniło się z innych rzemiosł w XII wieku; uzależniając się od panujących podzieliło się na klasztorne, dworskie, folwarczne, miejskie i wiejskie. W takim podziale przetrwało do schyłku XIX wieku.
Krawiectwo wiejskie było rzemiosłem powszechnym. Prawie w każdej rodzinie jedna osoba trudniła się szyciem. Rodzinni krawcy we własnym zakresie szyli bieliznę damską, męską i dziecięcą oraz okrycia wiosenne, jesienne i zimowe. Warsztatom krawieckim ludność wiejska powierzała do szycia odzież zimową z grubego sukna. Wszystkie prace krawieckie były wykonywane ręcznie za pomocą igły. Maszyny do szycia pojawiły się w warsztatach krawieckich dopiero w ostatnich latach XIX stulecia.
Na początku XX wieku powstało krawiectwo objazdowe, które przyczyniło się do stopniowego zanikania krawiectwa rodzinnego. Krawiec z maszyną do szycia przybywał do miejscowości i świadczył usługi krawieckie. Krawiectwo objazdowe cieszyło się dużym powodzeniem i przetrwało do 1939 roku. Na systematyczne zmniejszanie się liczby zakładów krawieckich wpłynęła masowa produkcja odzieży i bielizny.

## Podział krawiectwa
- Ciężkie
- Lekkie
- Konfekcyjne

Wyroby krawieckie wytwarzane są metodami przemysłową i rzemieślniczą.